# Tunnel d'Orange–Fish River

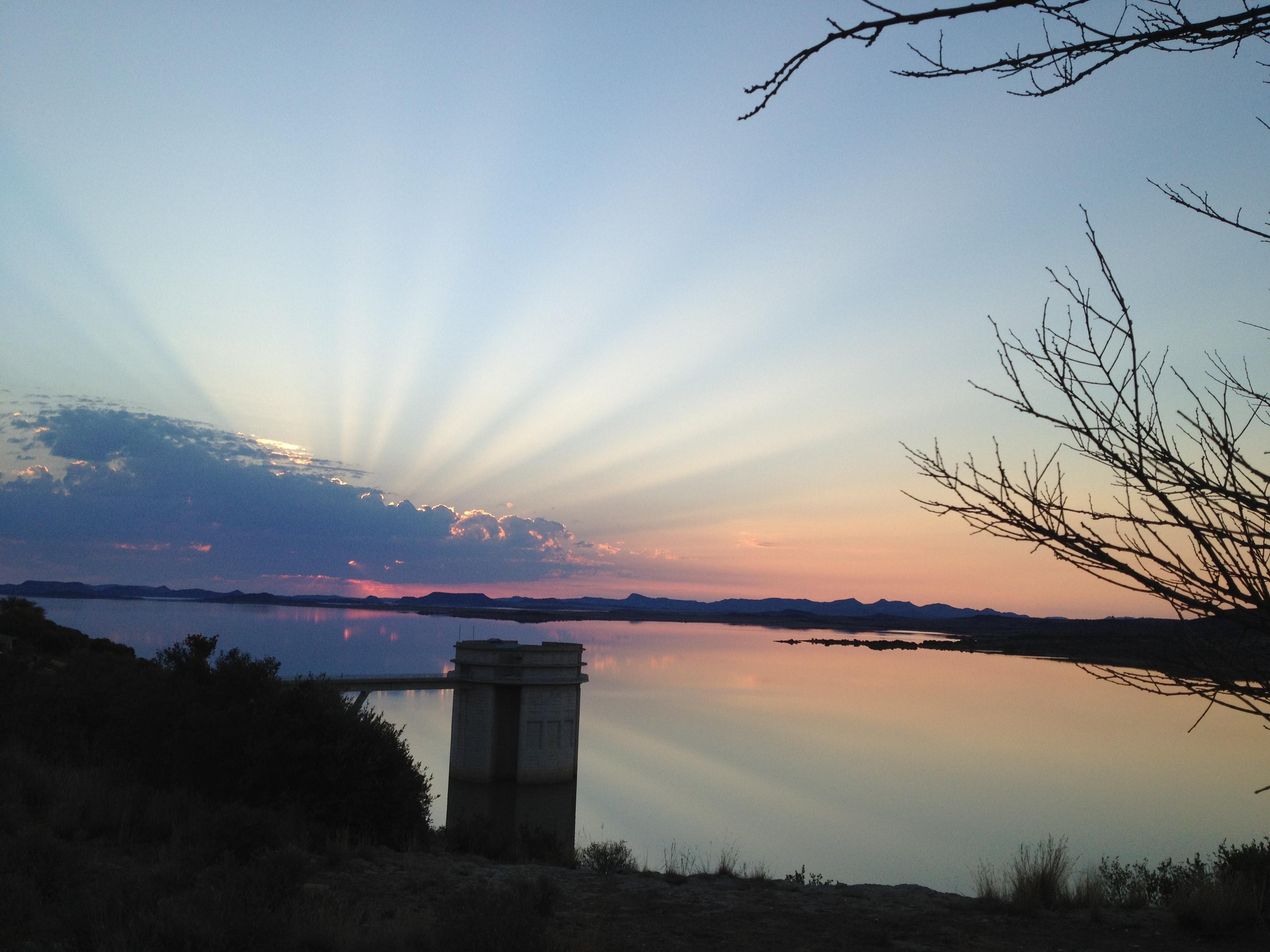
Le tunnel d'Orange-Fish à Oviston

Le tunnel Orange-Fish River est un tunnel d'irrigation de 82,8 km situé en Afrique du Sud dans la province du Cap-Oriental.
Pendant de nombreuses années, de vastes zones dans l'Eastern Cape ont connu d'importantes pénuries d'eau. En effet, l'eau des barrages existant de la région n'a pu être acheminée ; la situation a été aggravée par la réduction de leur capacité en raison de dépôts de limon.
Le tunnel d'Orange-Fish (création d'un réseau de canaux, barrages et digues équilibrage), a permis à ces régions d'être alimentées et a permis l'irrigation de milliers d'hectares de terres supplémentaires.
Le tunnel d'Orange-Fish a été achevé en 1975 et est la structure clé par laquelle l'eau est distribuée à partir du barrage de Gariep, à la Spruit Teebus et la Great Brak River, et de là dans la vallée des rivières Great Fish et Sundays. D'une longueur de 82,8 km, le tunnel de 5,35 m de diamètre est le plus long aqueduc continu fermé dans l'hémisphère sud et le deuxième plus long du monde. Le but principal de ce tunnel est de détourner l'eau vers la zone orientale pour l'irrigation, et pour l'approvisionnement des centres urbains et industriels. Plus de 200 000 m3 de béton ont été utilisés pour la construction du tunnel qui a une capacité maximale de 54 m3/s.
La tour d'admission est située sur la rive sud du réservoir de la Gariep à Oviston, à environ 19 km en amont du mur de barrage. Vu de dessus, la tour d'admission a en forme de trèfle à quatre feuilles, chaque feuille ayant une porte d'entrée un niveau différent. De cette manière, l'eau peut être tirée de différents niveaux pour aider à contrôler la qualité de l'eau. Chacune des quatre entrées peut être scellée afin de permettre l'assèchement complet du tunnel pour l'entretien de routine.